# ادیسون (فیلم ۲۰۰۵)
ادیسون (به انگلیسی: Edison) فیلمی آمریکایی محصول سال ۲۰۰۵ میلادی در گونهٔ مهیج به نویسندگی و کارگردانی دیوید جی. بورک است که بازیگرانی چون مورگان فریمن، ال ال کول جی، جاستین تیمبرلیک و کوین اسپیسی در آن به ایفای نقش می‌پردازند.

## داستان
بعد از کشته شدن یک مواد فروش سیاه پوست به هنگام دستگیری توسط پلیس، خبرنگاری جوان به نام جاشوآ پولاک کشف می‌کند که مرگ وی یک حادثه نبوده و عمداً توسط لازارف، یکی از اعضای گروه ویژه پلیس شهر ادیسن معروف به F.R.A.T، کشته شده است، تحقیقات جاشوآ و تلاش‌هایش برای افشای خلاف کاری‌های لازارف و همکارانش سبب می‌شود تا خود و دوست دخترش از سوی لازارف و دیگر اعضای F.R.A.T به شدت دچار مضرب شود، جاشوآ از اشفورد، سردبیر روزنامه محلی ادیسن، تقاضای کمک می‌کند، اشفورد او را به کارآگاه والاس از امور داخلی معرفی می‌کند، اما شاهدان اصلی ماجرا در زندان کشته می‌شوند و طرح آنها برای به دام انداختن لازاروف و دیگران ناکام می‌ماند، تنها شانس آنها وادار کردن دید به همکاری است، کاری که به نظر می‌رسد چندان هم ساده نیست.

## بازیگران
- مورگان فریمن در نقش Moses Ashford
- ال ال کول جی در نقش Officer Raphael Deed
- جاستین تیمبرلیک در نقش Joshua Pollack
- کوین اسپیسی در نقش Detective Levon Wallace
- دیلان مک‌درموت در نقش Sergeant Francis Lazerov
- جان هرد (هنرپیشه) در نقش Captain Brian Tilman
- کری الویس در نقش District Attorney Jack Reigert
- دامین دانته وینس در نقش Isaiah Charles
- روزلین سانچز در نقش Maria
- مارکو سانچز در نقش Reyes
- پیپر پرابو در نقش Willow Summerfield
- فرانسوا ییپ در نقش Crow